# Superliga de Eslovaquia 2004-05
La Superliga de Eslovaquia 2004-05 fue la 12.ª edición de la Superliga eslovaca de fútbol. Participaron 10 equipos, y el Artmedia Bratislava ganó su primer campeonato. El goleador fue Filip Šebo del equipo campeón.

## Tabla de posiciones
|    | Equipo                | PJ | PG | PE | PP | GF | GC | DG  | Pts |
| -- | --------------------- | -- | -- | -- | -- | -- | -- | --- | --- |
| 1  | Artmedia Bratislava   | 36 | 20 | 12 | 4  | 64 | 28 | 36  | 72  |
| 2  | MŠK Žilina            | 36 | 19 | 8  | 9  | 73 | 34 | 39  | 65  |
| 3  | Dukla Banská Bystrica | 36 | 13 | 13 | 10 | 45 | 38 | 7   | 52  |
| 4  | MFK Dubnica           | 36 | 13 | 12 | 11 | 42 | 43 | -1  | 51  |
| 5  | Spartak Trnava        | 36 | 12 | 10 | 14 | 39 | 37 | 2   | 46  |
| 6  | Matador Púchov        | 36 | 12 | 10 | 14 | 31 | 43 | -12 | 46  |
| 7  | MFK Ružomberok        | 36 | 11 | 10 | 15 | 50 | 57 | -7  | 43  |
| 8  | AS Trenčín            | 36 | 12 | 7  | 17 | 36 | 50 | -14 | 43  |
| 9  | Inter Bratislava      | 36 | 9  | 11 | 16 | 27 | 37 | -23 | 38  |
| 10 | Rimavská Sobota       | 36 | 7  | 11 | 18 | 30 | 57 | -27 | 32  |

PJ = Partidos jugados; PG = Partidos ganados; PE = Partidos empatados; PP = Partidos perdidos; GF = Goles a favor; GC = Goles en contra; DG = Diferencia de gol; Pts = Puntos
|  | Clasificado a la segunda fase previa de la Liga de Campeones de la UEFA 2005-06 |
|  | Clasificado a la Copa de la UEFA 2005-06                                        |
|  | Clasificado a la Copa Intertoto de la UEFA 2005                                 |
|  | Descendido a la Primera Liga de Eslovaquia                                      |